# STFW
| Sigles de 2 caractères   |
| Sigles de 3 caractères   |
| ► Sigles de 4 caractères |
| Sigles de 5 caractères   |
| Sigles de 6 caractères   |
| Sigles de 7 caractères   |
| Sigles de 8 caractères   |

STFW est un moyen qui peut paraître un peu brutal de signifier que l'utilisateur aurait dû, avant de poser sa question, se renseigner un peu sur internet. STFW veut dire search the fucking web (cherche sur le putain de web).